# Atacs russos amb míssils i drons contra Ucraïna
|  | Aquest article es refereix a esdeveniments derivats de la Invasió russa d'Ucraïna del 2022 i la Contraofensiva ucraïnesa del 2023. |

Els atacs russos amb míssils i drons suïcides contra Ucraïna van començar el 10 d'octubre de 2022, de forma especialment massiva quan Rússia va utilitzar munició rondadora per atacar objectius civils, sobretot centrals i subestacions elèctriques, amb els drons suïcides Shahed-136 de fabricació iraniana (i rebatejats Gueran-2 per les forces armades russes).

## Antecedents
Durant les primeres setmanes de la guerra, a part dels fronts purament militars, Rússia havia bombardejat tant la infraestructura d'informació com les instal·lacions de combustible. A finals de febrer de 2022, el Ministeri de Defensa rus va assegurar que les seves tropes i atacs no s'adreçaven a les ciutats ucraïneses ni a ocupar el país, sinó que les seves accions es limitaven a colpejar quirúrgicament i incapacitar la infraestructura militar ucraïnesa. El ministeri va afirmar que no hi havia cap mena d'amenaça per la població civil. Durant els mesos següents, Rússia va continuar colpejant infraestructures d'Ucraïna com els ferrocarrils, els dipòsits de combustible i els ponts, per tal d'obstaculitzar el lliurament d'armes a les línies del front. Aquests esforços d'interrupció van ser parcialment mitigats per part d'Ucraïna mitjançant la restauració eficient de serveis i alternatives descentralitzades com ara els serveis d'Internet per satèl·lit de Starlink.
El 6 d'octubre, l'exèrcit ucraïnès va informar que 86 drons kamikaze Shahed-136 havien estat llançats per les forces russes en total, i entre el 30 de setembre i el 6 d'octubre les forces ucraïneses havien abatut 24 dels 46 llançats en aquest període.
Segons la Direcció General d'Intel·ligència del Ministeri de Defensa ucraïnès, les tropes russes van rebre ordres del Kremlin de preparar-se per a atacs massius de míssils a la infraestructura civil d'Ucraïna els dies 2 i 3 d'octubre. El 8 d'octubre, l'explosió del pont de Kertx a Crimea va sacsejar un símbol clau i una línia logística militar entre Rússia i els fronts militars del sud, va provocar una resposta airada sobre venjança per part de Rússia.

## Els bombardejos massius russos sobre la infraestructura civil ucraïnesa
El 10 d'octubre Rússia va llançar la primera onada massiva contra objectius civils amb la munició rondadora Shahed-136. El potencial d’aquesta arma, rau en el fet que pot ser llançada en onades de cinc en cinc. Amb unes quantes onades al mateix temps, l’atac es converteix en un eixam de drons que poden causar estralls en les defenses antiaèries rivals. Anteriorment Ucraïna havia utilitzat els drons de combat (vehicle aeri no tripulat de combat o UCAV per les inicials en anglès) Bayraktar TB2, de fabricació turca, per bombardejar objectius militars russos, en especial a la rereguarda. Rússia també va començar a utilitzar els drons suïcides Lancet, fabricats per Kalàixnikov, de més curt abast que els iranians, però més útils per a objectius militars al propi front de combat.
Posteriorment més onades van anar afectant periòdicament la infraestructura civil d'Ucraïna, augmentant els danys, el nombre de morts i de ferits i afectant greument la distribució d'energia a Ucraïna i països propers (Moldàvia especialment). El 23 de novembre, gairebé la meitat dels sistemes energètics del país havien estat destruïts i el 50% dels civils ucraïnesos estaven sense electricitat o calefacció. A mitjans de desembre, Rússia havia llançat més de 1.000 míssils o drons suïcides a la xarxa energètica d'Ucraïna.
El 14 de gener de 2023 es va produir una nova onada important d'atacs russos amb míssils de creuer Kh-101/Kh-555 y Kh-59 contra edificis residencials i altres objectius civils, a part d'utilitzar també míssils antiaeris de bateries S-300 y S-400, en especial contra Kíiv, Dniprò i Khàrkiv, causant desenes de víctimes, incloses infants, en ensorrar-se els edificis. Novament les defenses antiaèries van abatre més de dos terços dels míssils, però no tots. Tres dies després seguien les tasques de desenrunament i recerca de supervivents, però ja s'havien trobat 45 cadàvers. Zelensky va fer una nova crida a la comunitat internacional a condemnar i fer aturar les agressions contra civils.
El 26 de gener de 2023, just el dia després de la confirmació per part d'Olaf Scholz que havia autoritzat l'enviament de carros de combat Leopard 2 a Ucraïna, tant per part de les seves pròpies forces armades com les d'altres països que li ho havien demanat, es va produir una altra onada sobre infraestructura civil, primer amb munició rondadora (drons suïcides Shaheed-131/136) i tot seguit amb míssils de creuer, tant de llançament aeri com naval, composta per míssils Kh-101, Kh-555, Kh-47, Kh-59 i Kalibr. Les autoritats ucraïneses van esmentar l'ús del míssil supersònic Kinzhal. En aquesta ocasió es va disposar de menys informació sobre les conseqüències: les defenses antiaèries van abatre 24 dels drons i 47 dels 55 míssils de creuer. Els danys personals i materials es van estendre a 11 regions i danyar 25 edificis i instal·lacions.
El 10 de febrer hi va haver una nova onada de llançament d'un mínim de 71 míssils de creuer, entre ells uns Kh-101 i Kh-555 llançats des de 8 caces bombarders Tu-95 i míssils Kalibr llançats des de vaixells a la Mar Negra. La defensa aèria ucraïnesa en va abatre 61 d'ells.
La nit del 15 al 16 de febrer de 2023 es va produir un nou atac massiu amb 36 míssils en només 2 hores, tot i que a diferència d'altres vegades va anar acompanyat de «noves tàctiques» segons va informar l'oficina presidencial ucraïnesa, en el que va descriure com «reconeixement actiu» i «falsos objectius», que es podia vincular amb els globus que es van veure sobre Kíiv, amb reflectors per enganyar la defensa antiaèria ucraïnesa, la qual només va poder abatre globalment 16 projectils, una proporció molt menor que altres vegades. També es va atacar, a part d'objectius civils i com a novetat, objectius relacionats amb la logística de les forces ucraïneses.
Després de setmanes sense atacs, el país havia recuperat una certa normalitat en el subministrament energètic, però la nit del 8 al 9 de març es va produir l'atac amb míssils i drons més important fins aleshores: un total de 84 míssils balístics i de creuer i 12 drons iranians van ser llançats sobre edificis residencials (provocant d'entrada 6 morts civils) i instal·lacions energètiques a Kíiv, Odessa i Ivano-Frankivsk. La defensa antiaèria ucraïnesa només en va poder interceptar aquest cop 34 i 4 respectivament. El govern rus va afirmar que fou una represàlia per la incursió i presa durant dues hores d'un poble rus fronterer amb Ucraïna, a mans suposadament d'un grup armat d'opositors a Putin.
El 28 d'abril del 2023, Rússia va llançar un total de 23 míssils des de bombarders estratègics Tu-95 a la mar Càspia. D'ells, 21 haurien estat abatuts per les defenses aèries, segons fonts ucraïneses, 11 d'ells sobre la capital Kíiv, on no hi va haver cap explosió. A banda es va llançar una quantitat indeterminada de munició rondadora també contra objectius civils. Un dels míssils va impactar contra un edifici residencial a la ciutat d'Uman, a la província de Txerkassi, que va causar 19 víctimes mortals civils.
Pocs dies després, la matinada de l'1 de maig, es va produir una altra onada massiva de míssils i munició rondadora, provocant un mínim de 34 persones ferides a l'óblast de Dnipropetrovsk, 5 d'elles infants. En total Rússia va llançar 18 míssils de creuer Kh-101 i Kh-555, dels que 15 foren abatuts per les defenses aèries.
El 29 de maig del 2023, just després de les incursions de grups opositors russos a la regió de Bélgorod des de territori ucrainès, Rússia va iniciar una onada de llançaments de míssils de creuer i munició rondadora que duraria diversos dies. Aquest dia en concret es van llançar 40 míssils de creuer Kh-101/555 i 35 drons Shahed-131/136, sobretot sobre Kíiv i de dia, dels quals Ucraïna va assegurar haver-ne destruït 37 i 29 respectivament. Rússia també va llançar 11 míssils balístics Iskander-M, que van ser destruïts abans d'arribar a l'objectiu. L'atac no va arribar a saturar les defenses aèries ucraïneses. L'endemà una trentena addicional de drons suïcides foren llançats sobre Kíiv, el mateix dia que 8 drons ucraïnesos foren llançats sobre Moscou i rodalia, que no van causar morts civils, malgrat anar alguns d'ells adreçats a zones residencials. Els atacs sobre Kíiv del dia 1 de juny van provocar 11 víctimes, entre elles 3 de mortals, 2 dones i una menor, amb míssils de curt abans Iskander sobre zones residencials.
El 3 de juny un atac aeri amb un míssil de creuer contra un edifici residencial a Dniprò va provocar la mort d'una nena de 2 anys i causant 22 ferits. Un total de 6 míssils i 5 drons suïcides, dels quals les defenses aèries van abatre'n 4 i 2 respectivament. El Ministeri de Defensa rus, per la seva banda, va fer saber en el seu comunicat diari que s'havia utilitzat munició d'alta precisió per destruir una fàbrica de drons prop de Dniprò.
Els atacs van anar sent una constant els dies següents. L'11 de juny un atac sobre Odessa va provocar 3 morts i 26 ferits, fet amb diversos drons de fabricació iraniana que, malgrat que les defenses aèries van destruir, no van poder evitar que les restes caiguessin sobre zones residencials, destruint en total 290 apartaments i 11 edificis.
El 13 de juny un míssil rus contra un bloc residencial de 5 pisos a Kriví Rih, ciutat natal de Zelenski, va provocar un mínim d'onze morts i 28 ferits. L'atac fou considerat «massiu» per les autoritats ucraïneses, amb 14 míssils llançats des d'avions i 4 drons iranians, dels quals les defenses aèries només en van poder abatre 10 i 1 respectivament. També es van produir bombardejos a Khàrkiv, causant només danys materials, així com sobre Kíiv, on les defenses aèries van abatre tots els dispositius llançats.
L'endemà van augmentar a 12 les morts per l'atac a Kriví Rih, i alhora van morir com a mínim unes altres 6 persones civils amb atacs aeris russos contra Odessa i Kramatorsk (óblast de Donetsk).
La nit del 23 al 24 de juny, mentre s'estava produint el motí del Grup Wagner a l'oest de Rússia, hi va haver un llançament massiu de més d'una cinquantena de projectils, segons les autoritats ucraïneses, sent interceptats 40 e 40 Kh-101/555, 0 de 9 Kh-22, 1 de 2 Kalibr i 2 de 2 drons Shahed.
El 28 de juny un míssil va destruir un restaurant a Kramatorsk, a l'est de l'óblast de Donetsk, provocant un mínim de 10 morts, entre elles 3 infants segons els serveis d'emergències ucraïnesos, a part de provocar més de 60 ferits. El Kremlin va assegurar que mai no atacava objectius civils, i que d'una manera o altra estaven sempre vinculats amb els militars. The Moscow Times va apuntar que el restaurant era freqüentat per soldats, periodistes i personal d'ajut humanitari.
Els dies 18 i 19 de juliol, coincidint amb el nou atac contra el pont de Kertx per part d'Ucraïna, Rússia va llançar desenes de míssils de creuer i munició rondadora sobre la ciutat portuària d'Odessa i zones properes. Segons les pròpies fonts russes es van produir com a represàlia per l'atac al pont. També va coincidir en el temps amb la no renovació russa de l'acord de grans de la Mar Negra.
El 23 de juliol, en un bombardeig sobre Odessa que va causar com a mínim una persona, es va veure fortament afectada la catedral de la Transfiguració d'Odessa, patrimoni mundial de la UNESCO. La UNESCO va condemnar els atacs repetits contra el patrimoni material d'Ucraïna per part de Rússia.
El 8 d'agost es va produir un atac amb míssils a Pokrovsk, en la part de l'óblast de Donetsk sota control governamental, que va provocar un mínim de 7 morts i desenes de persones ferides. Un primer míssil sobre un hotel de la ciutat va anar acompanyat d'un altre al mateix lloc 45 minuts després, que va enxampar els serveis d'emergència en plenes tasques de rescat de les víctimes del primer.
El 6 de setembre es va produir el bombardeig sobre civils més mortífer del conflicte. Un mínim de 16 persones mortes i 30 de ferides va ser el resultat d'un atac sobre un mercat a la ciutat d'uns 70.000 habitants de Kostiantínivka, a l'óblast de Donetsk i prop de la línia del front, situat en un carrer molt concorregut, també per la presència de botigues i terrasses de cafeteries. Zelenski va culpar a Rússia de l'atac, mentre que d'entrada aquest país no es va pronunciar al respecte. El 18 de setembre el New York Times va publicar els resultats d'una recerca amb recollida de restes de materials, testimonis i imatges de satèl·lit, que assegurava que el bombardeig havia estat provocat per una fallada d'un míssil d'una bateria antiaèria Buk de la pròpia Ucraïna que, tanmateix, va negar aquestes conclusions.

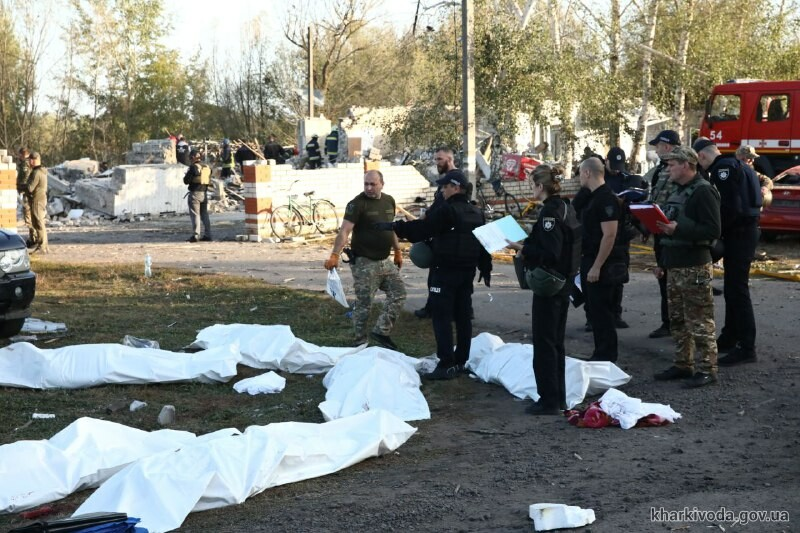
Alguns dels 51 cadàvers de la massacre de Hroza

Un míssil Iskander rus va provocar una massacre de més de mig centenar de civils a Hroza, un municipi de 330 habitants de la província de Khàrkiv, el 5 d'octubre del 2023. S'hi s'estava fent un funeral en una botiga-cafeteria on hi assistien una seixantena de persones, de les quals en van morir un mínim de 51. L'endemà un altre míssil va destruir un edifici residencial a Khàrkiv, provocant la mort d'un infant de 10 anys i la seva àvia, a més de deixar 28 ferits.
La campanya russa d'atacs amb míssils i munició rondadora durant l'hivern es va intensificar el 29 de desembre, moment en què l'ONU va condemnar-los en suposar els atacs més intensos des de l'inici de la guerra, en especial sobre Kíiv on van morir un mínim de 39 morts. Per contra, l'1 de gener de 2024 Ucraïna va dur a terme un atac sobre Bélgorod, que va provocar segons les autoritats locals unes 25 morts civils, incloses de menors, i més d'un centenars de ferits, atac que Putin va qualificar de «terrorista». Segons Zelenski, els 5 dies posteriors al 29 de desembre Rússia va llançar més de 500 projectils, entre míssils i drons suïcides, que en molts casos no van poder ser abatuts per les defenses aèries i van provocar nombrosos danys humans i materials.
La campanya russa d'atacs amb míssils i munició rondadora durant l'hivern es va intensificar el 29 de desembre, moment en què l'ONU va condemnar-los en suposar els atacs més intensos des de l'inici de la guerra, en especial sobre Kíiv on van morir un mínim de 39 persones. Per contra, l'1 de gener de 2024 Ucraïna va dur a terme un atac sobre Bélgorod, que va provocar segons les autoritats locals unes 25 morts civils, incloses de menors, i més d'un centenars de ferits, atac que Putin va qualificar de «terrorista». Segons Zelenski, els 5 dies posteriors al 29 de desembre Rússia va llançar més de 500 projectils, entre míssils i drons suïcides, que en molts casos no van poder ser abatuts per les defenses aèries i van provocar nombrosos danys humans i materials, causant unes 90 morts en total segons l'ONU. En aquesta etapa tanmateix, i segons la intel·ligència britànica, a diferència de les setmanes anteriors i especialment de la campanya de l'hivern anterior, quan els objectius principals foren instal·lacions energètiques, la prioritat d'aquest episodi intens d'atacs amb míssils balístics, de creuer i drons estaria especialment dirigit contra la indústria de defensa ucraïnesa.
El 26 d'agost de 2024 es va produir un atac massiu combinat rus d'uns 200 drons i míssils contra diverses ciutats i objectius de 15 óblasts ucraïnesos, en especial a la capital Kíiv. El dia abans, Dia de la Independència d'Ucraïna, el país havia dut a terme avanços en la seva incursió a la regió russa de Kursk, amb la captura de 90 localitats fins aquell moment. Els atacs russos van anar també adreçats contra instal·lacions del sistema elèctric ucraïnès. El Ministeri de Defensa rus en canvi va assegurar que els atacs s'havien adreçat exclusivament contra les instal·lacions energètiques que donaven suport a l'entramat industrial bèl·lic d'Ucraïna.

## Galeria

Atacs amb míssils i drons suïcides a Ucraïna el 10 d'octubre de 2022
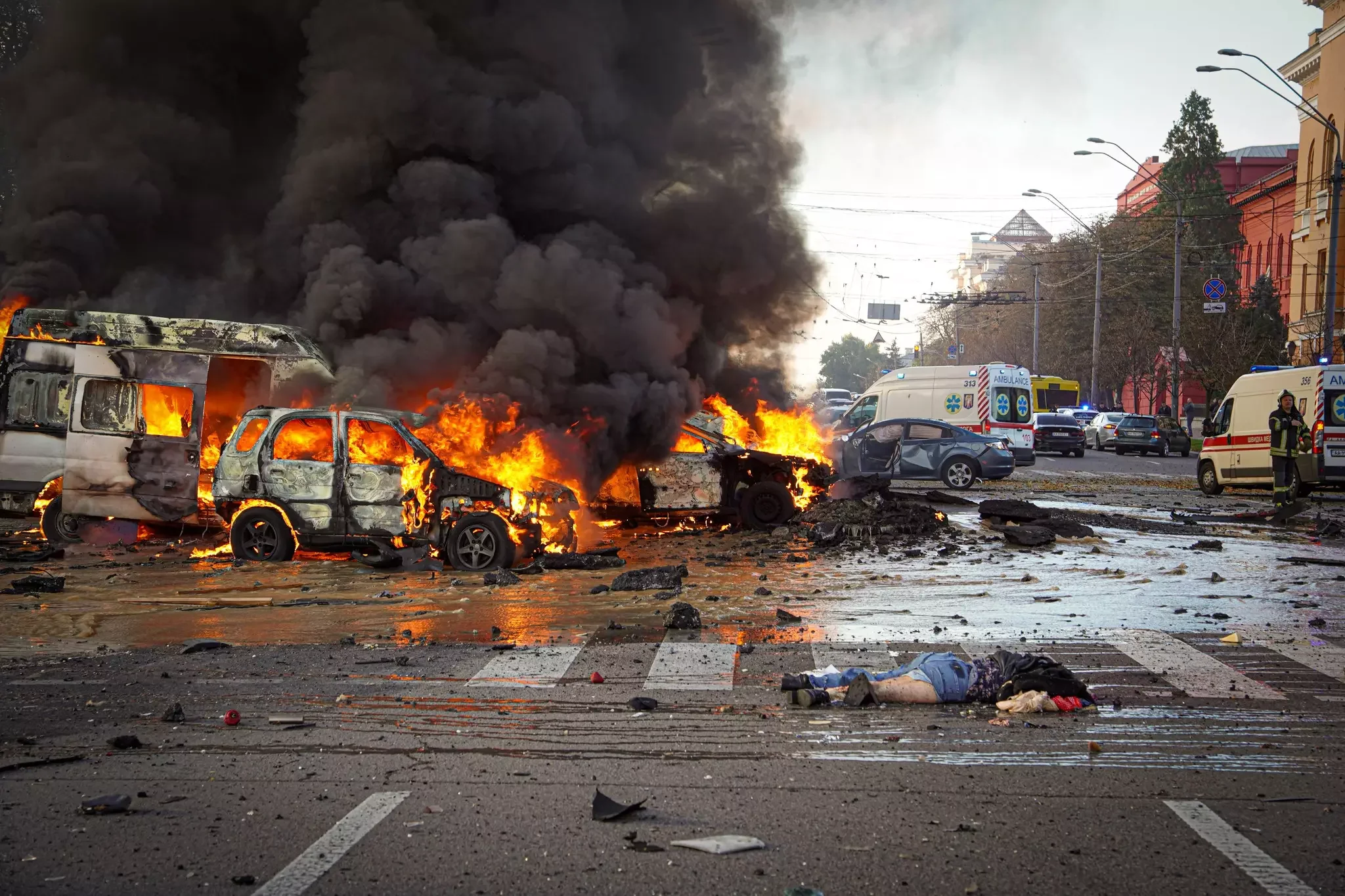
Kíiv després dels atacs de míssils russos el 10 d'octubre de 2022. Intersecció del carrer Volodymyrska i el bulevard Taras Xevtxenko.
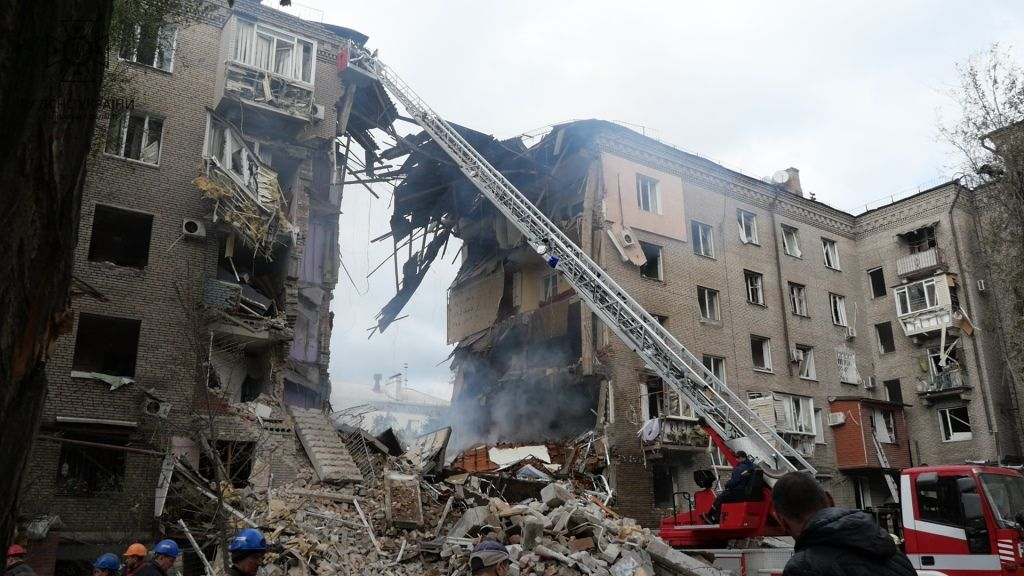
Un edifici residencial a Zaporíjia després de l'atac d'un míssil rus a Ucraïna a la nit del 10 d'octubre de 2022.
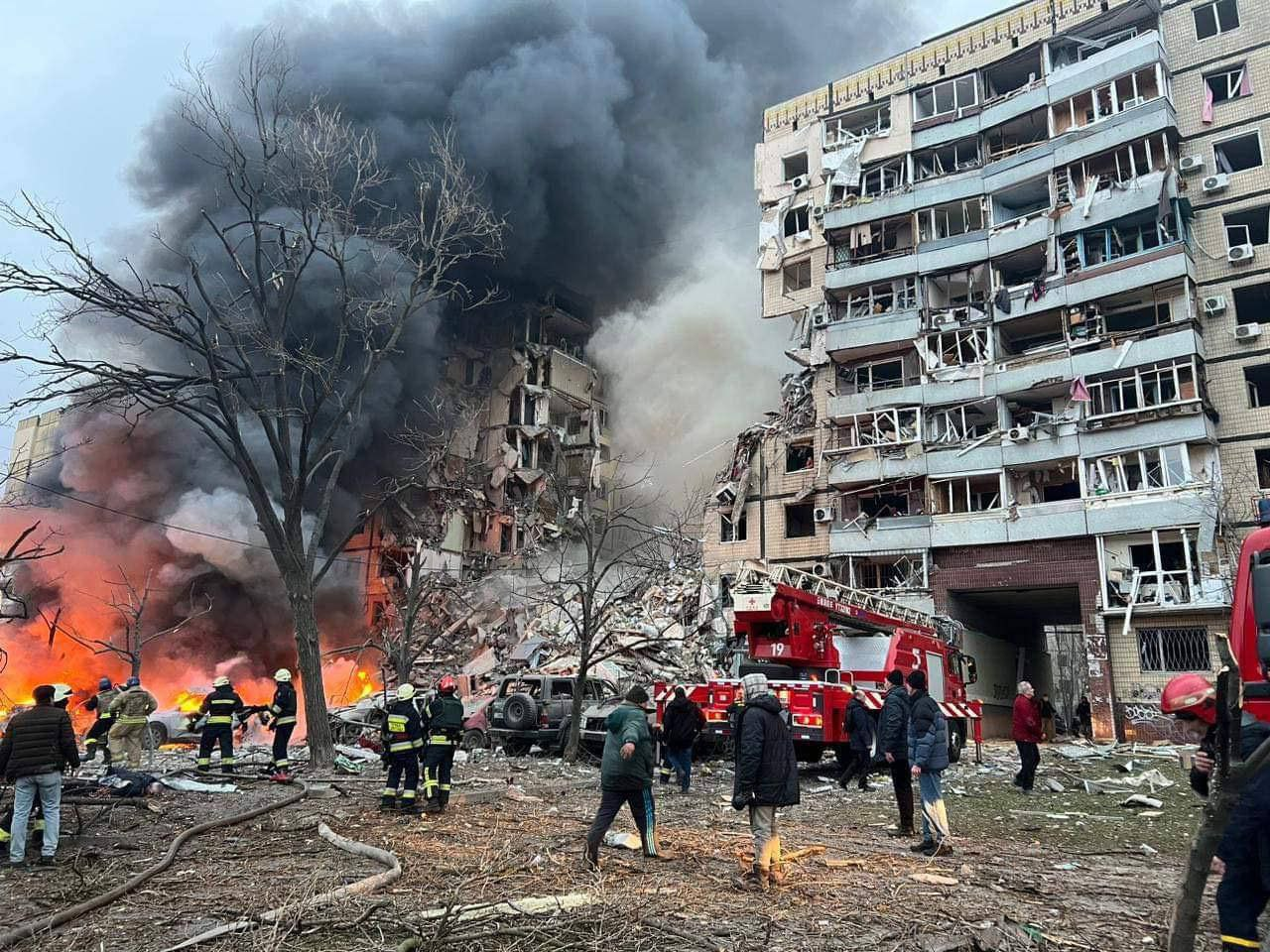
Conseqüències de l'atac amb míssils russos a Dniprò el 14 de gener de 2023.
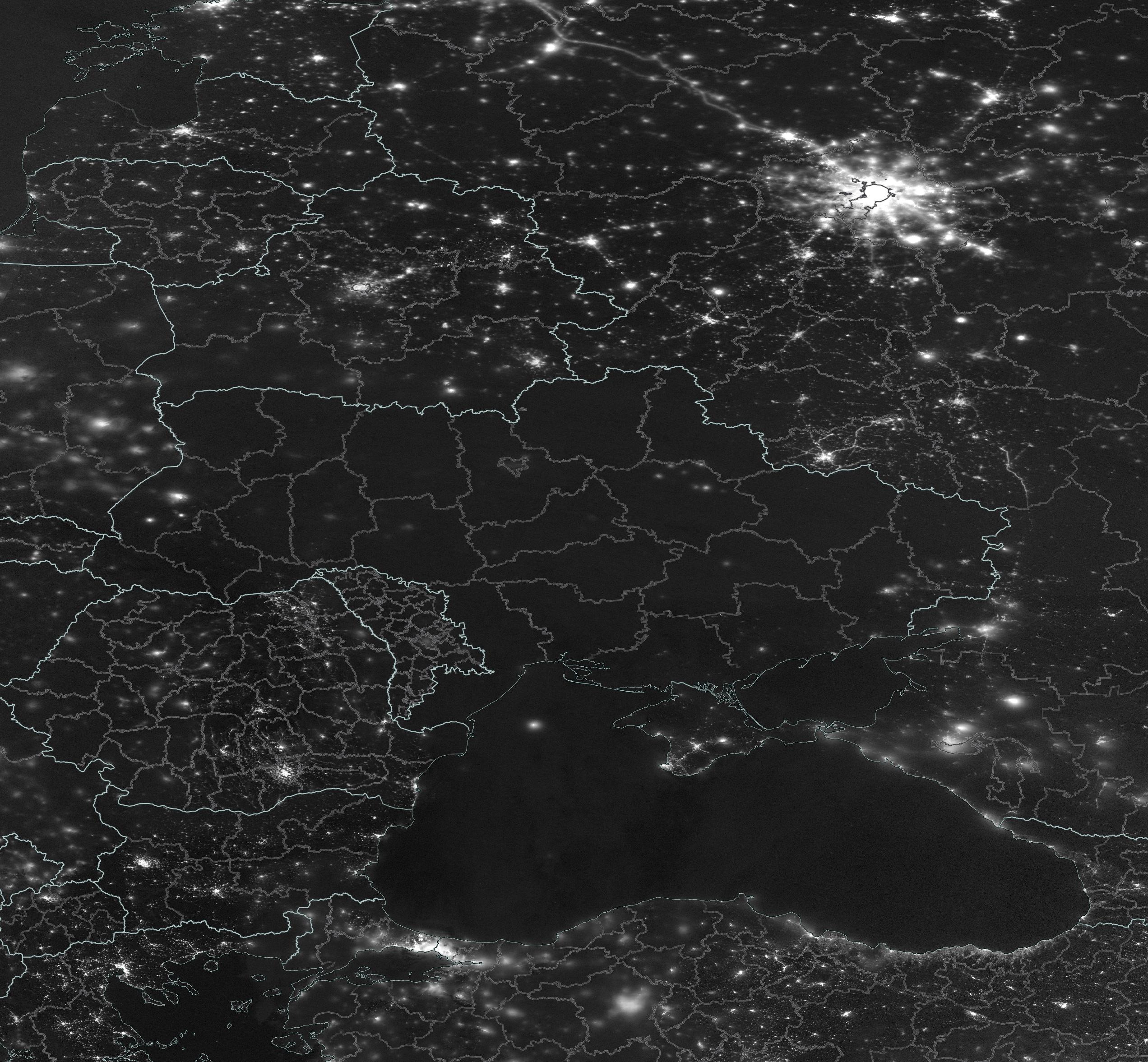
Vista nocturna d'Ucraïna des d'un satèl·lit la nit del 24 de novembre de 2022, que mostra el tall quasi total d'electricitat